# Rieucoulon
 (mars 2022).
Si vous disposez d'ouvrages ou d'articles de référence ou si vous connaissez des sites web de qualité traitant du thème abordé ici, merci de compléter l'article en donnant les références utiles à sa vérifiabilité et en les liant à la section « Notes et références ».
Le Rieucoulon ou Rieu Coulon est un ruisseau du sud de la France dans le département de l'Hérault, il nait sur la commune de Montpellier et se jette dans la Mosson. Il est donc un sous-affluent du Lez . Durant son parcours il passe sous un rond-point auquel il donne son nom.

## Géographie
Le Rieucoulon prend sa source à Montpellier à proximité immédiate du Quai Flora Tristan et de la Route Métropolitaine 65. Il parcourt l'ouest de la commune de Montpellier puis il sert de limite communale naturelle entre Montpellier et Saint-Jean-de-Védas. Ensuite, le cours d'eau arrose du nord au sud la commune de Lattes et se jette dans la Mosson à Lattes plus précisément au quartier de Maurin. Il traverse également les plateaux argilo-sableux de Montpellier.

### Villes traversées
Montpellier, Saint-Jean-de-Védas et Lattes.

### Organisme gestionnaire
L'organisme gestionnaire est le SYBLE (SYndicat du Bassin du LEz) créé en 2007.

## Principaux affluents
- Le Lantissargues (rg) aussi nommé Ruisseau de Gramenet ;

Le Rieucoulon à aussi un affluent sans nom en rive droite. Le Lantissargues ayant lui-même au moins un affluent, le Rieucoulon à un nombre de Strahler de trois.